# Casas del Puerto de Villatoro
Casas del Puerto de Villatoro är en ort i Spanien.   Den ligger i provinsen Provincia de Ávila och regionen Kastilien och Leon, i den centrala delen av landet, 130 km väster om huvudstaden Madrid. Casas del Puerto de Villatoro ligger 1 187 meter över havet och antalet invånare är 109.
Terrängen runt Casas del Puerto de Villatoro är kuperad norrut, men söderut är den bergig. Runt Casas del Puerto de Villatoro är det mycket glesbefolkat, med 4 invånare per kvadratkilometer. Närmaste större samhälle är Muñana, 16,9 km öster om Casas del Puerto de Villatoro. Trakten runt Casas del Puerto de Villatoro består i huvudsak av gräsmarker.